# Heinrich Campendonk

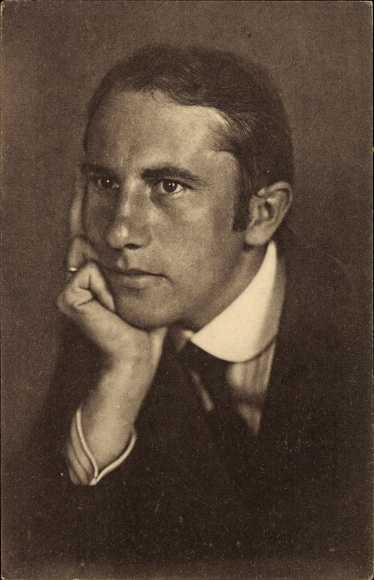
Heinrich Campendonk (1916)

Heinrich Mathias Ernst Campendonk (* 3. November 1889 in Krefeld; † 9. Mai 1957 in Amsterdam) war ein deutsch-niederländischer Maler und Grafiker.

## Leben

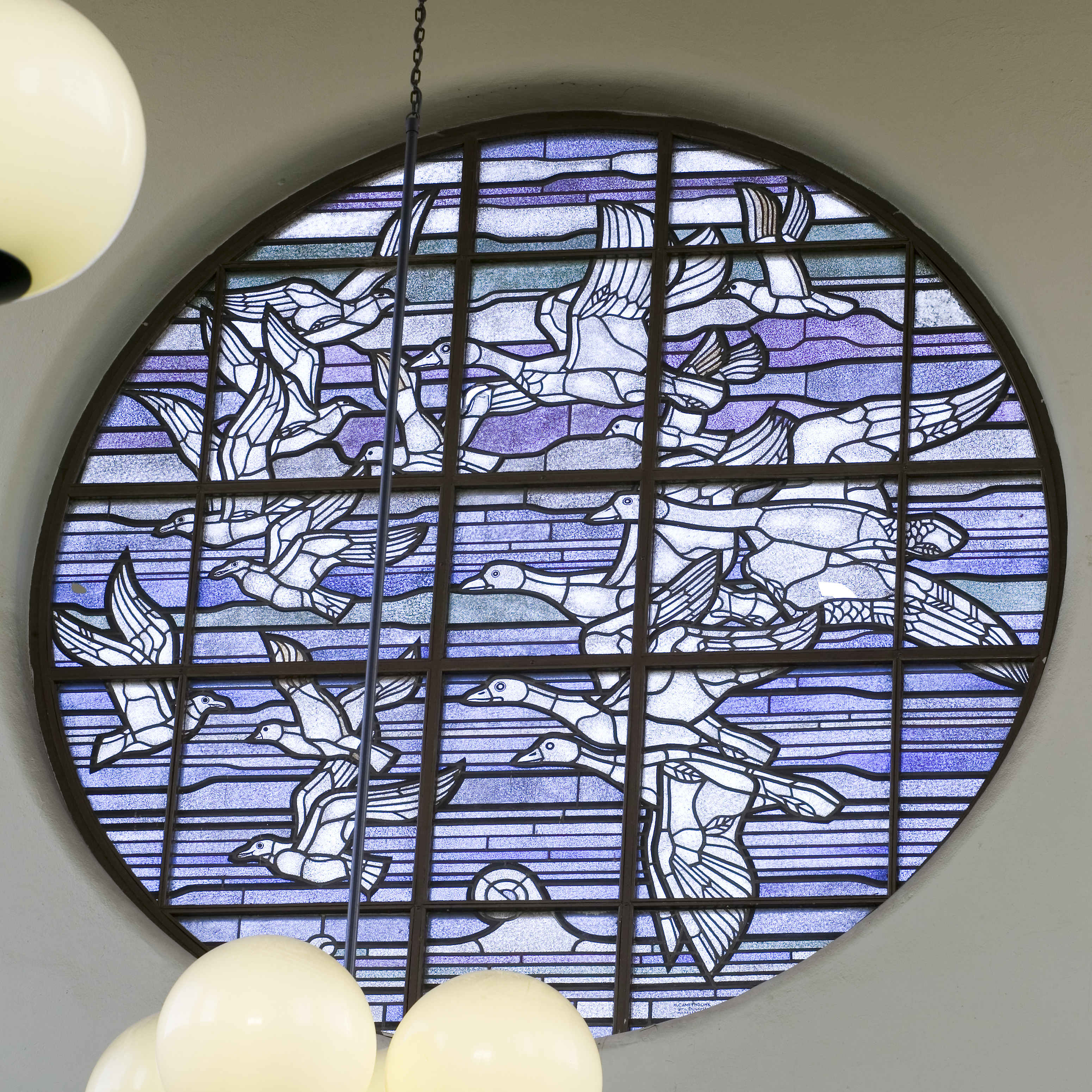
Heinrich Campendonk: Nordwand Bahnhof Amsterdam Muiderpoort mit Motiv Vogelzug

Campendonk 2. von rechts (1911)
mit Maria Marc, Franz Marc, Bernhard Koehler, Wassily Kandinsky (sitzend), Thomas de Hartmann

Campendonk, Sohn eines Textilkaufmanns, brach 1905 eine Lehre der Textilkunde ab und erhielt von 1905 bis 1909 eine künstlerische Ausbildung bei Jan Thorn-Prikker an der damals sehr fortschrittlichen Handwerker- und Kunstgewerbeschule Krefeld – heute Hochschule Niederrhein. Er war befreundet mit Hans Kruzwicki, Helmuth Macke, August Macke, Wilhelm Wieger, Franz Marc und Paul Klee. 1909 knüpfte er erste Kontakte zu Mitgliedern der Neuen Künstlervereinigung in München. Mit der Unterstützung von Wassily Kandinsky und Franz Marc fand Heinrich Campendonk Anschluss an die Gruppe, die unter dem Namen „Blauer Reiter“ berühmt wurde. Er nahm an den beiden Ausstellungen der Gruppe in den Jahren 1911 und 1912 teil und wurde 1912 deren Mitglied. 1913 beteiligte er sich am Ersten Deutschen Herbstsalon in Berlin und an der Ausstellung „Rheinische Expressionisten“ in Bonn. Nach ganz kurzem Wehrdienst als Rekrut des III. Bayrischen Infanterieregiments in Augsburg wurde er Ende April 1915 wegen Krankheit entlassen. Im Mai 1916 übersiedelte er mit der Familie von Sindelsdorf nach Seeshaupt und war von 1919 bis 1921 Mitglied des Arbeitsrates für Kunst.
Zwischen 1923 und 1933 lebte Heinrich Campendonk im Rheinland. An der Kunstgewerbeschule in Essen wurde er 1923 Lehrer. 1926 wurde er als Professor für Glasmalerei, Wandmalerei, Mosaik und Gobelinweberei an die Kunstakademie in Düsseldorf berufen, wo er bis 1933 tätig war. Nach Hitlers Machtergreifung im Jahre 1933 wurde er in Düsseldorf auf der Grundlage des „Gesetzes zur Wiederherstellung des Berufsbeamtentums“ entlassen. 1934 verließ Heinrich Campendonk Deutschland und emigrierte zunächst nach Belgien und von dort in die Niederlande. Dort nahm er 1935 eine Professur an der Rijksakademie van beeldende kunsten an. 
1937 wurde im Rahmen der deutschlandweiten konzertierten Aktion „Entartete Kunst“ aus Museen und öffentlichen Sammlungen eine große Zahl von Werken Campendoncks beschlagnahmt. 1937 wurden in der Münchener „Ausstellung Entartete Kunst“ sechs seiner Arbeiten vorgeführt. Im selben Jahr stellte er für die Niederlande auf der Weltausstellung in Paris ein Fenster mit den Arma Christi vor, für das er den Grand Prix gewann. Nach dem Krieg kehrte Heinrich Campendonk nicht nach Deutschland zurück, sondern blieb in Amsterdam, wo er am 9. Mai 1957 hochgeehrt und als Niederländer naturalisiert starb.

## Museen und öffentliche Sammlungen, aus denen 1937 Werke Campendoncks als „entartet“ nachweislich beschlagnahmt wurden
Kronprinzen-Palais der Nationalgalerie Berlin, Kupferstichkabinett Berlin, Schlesisches Museum der Bildenden Künste Breslau, Städtische Kunstsammlung Chemnitz, Anhaltinische Gemäldegalerie Dessau, Staatliches Kupferstichkabinett Dresden, Stadtmuseum Dresden, Kunstsammlungen der Stadt Düsseldorf, Museum für Kunst und Heimatgeschichte Erfurt, Städelsches Kunstinstitut und Städtische Galerie Frankfurt/Main, Kunstsammlungen der Universität Göttingen, Kunsthalle Hamburg, Provinzial-Museum Hannover, Kunstverein Jena, Pfälzisches Gewerbemuseum Kaiserslautern, Staatliche Kunsthalle Karlsruhe, Wallraf-Richartz-Museum Köln, Kaiser-Wilhelm-Museum Krefeld, Museum der bildenden Künste Leipzig, Museum Behnhaus Lübeck, Städtisches Museum Mainz, Städtische Kunsthalle Mannheim, Städtische Bildergalerie Mönchengladbach, Bayerische Staatsgemäldesammlungen München, Staatliches Museum Saarbrücken, Museum für Kunst und Kunstgewerbe Stettin, Württembergische Staatsgalerie Stuttgart, Schlossmuseum Weimar, Nassauisches Landesmuseum Wiesbaden, Städtische Bildergalerie Wuppertal-Elberfeld.

## Werk

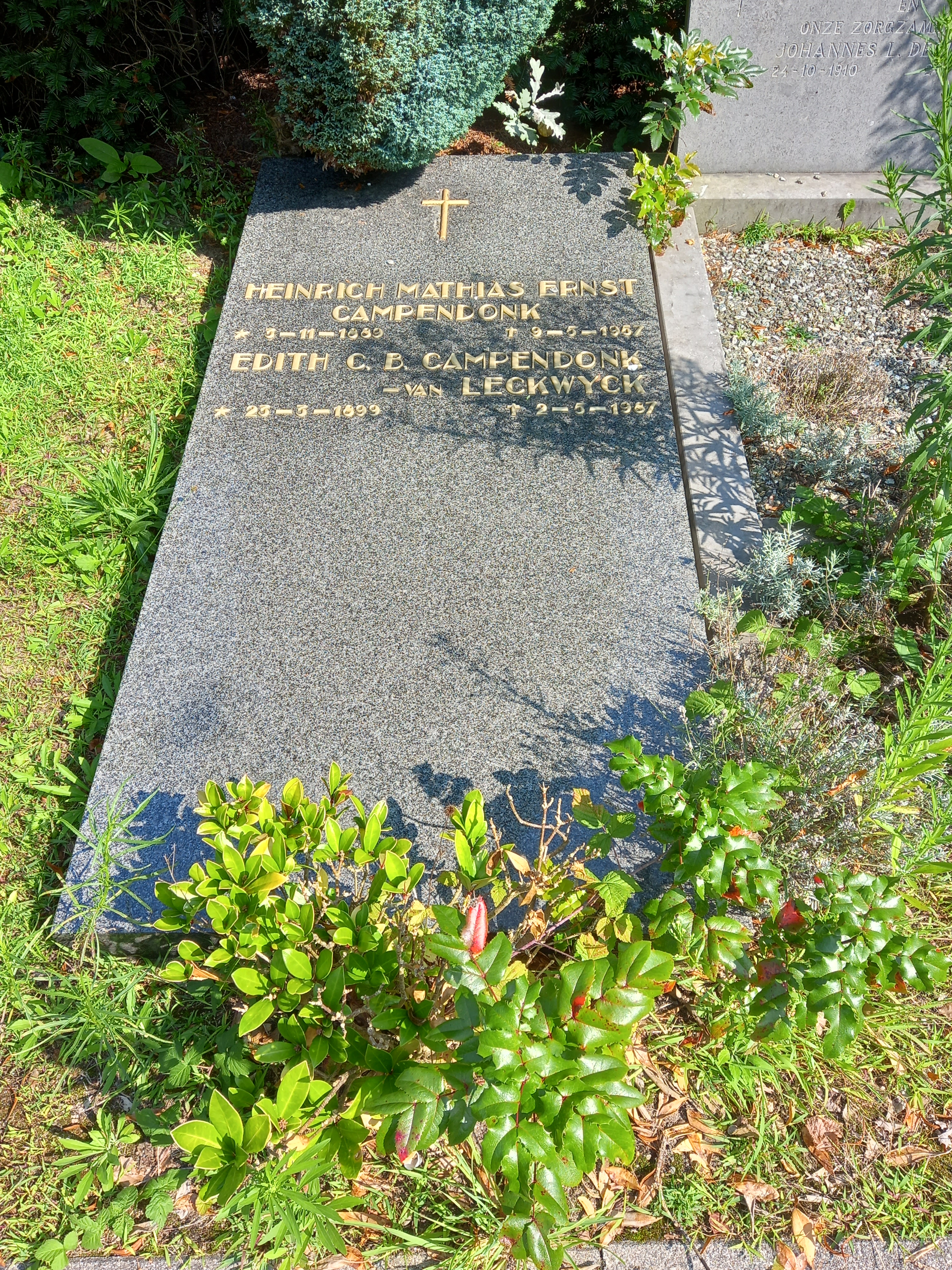
Das Grab von Heinrich Campendonk und seiner Ehefrau Edith van Leckwyck auf dem katholischen Friedhof Buitenveldert in Amsterdam

Seine Arbeiten bewegten sich im Bereich Kubismus, Futurismus, Expressionismus sowie der strengen geometrischen Formensprache. Campendonk prägte den rheinischen Expressionismus.
Während seines Aufenthalts in Sindelsdorf von 1911 bis 1916 und Seeshaupt von 1916 bis 1922 hat Campendonk als einziges Mitglied der Künstlergruppe mehrfach Szenen der Bergarbeiterstadt Penzberg verarbeitet (z. B. „Penzberger Reiter“, „Barbarazeche“, „Vorstadtbauern“, „Hohes Bild mit Pferden“, „Bayerische Landschaft mit Fuhrwerk“ und weitere).
In der heutigen NS-Gedenkstätte Villa Merländer in seiner Geburtsstadt Krefeld sind die zwei einzigen erhaltenen Wandgemälde Campendonks, „Katzen“ und „Harlekin“ zu betrachten. Die Bilder wurden während der Zeit des Nationalsozialismus vom Besitzer des Hauses, Richard Merländer, übermalt und gerieten in Vergessenheit. Erst 1991 wurden die Bilder wiederentdeckt, bis 1998 freigelegt und im selben Jahr der Öffentlichkeit zugänglich gemacht. Die beiden Bilder entstanden 1925 und wurden direkt auf den frischen, trockenen Putz des neuen Hauses gemalt. Campendonk ging es in dieser Zeit finanziell nicht sehr gut, was ihn wohl dazu nötigte, Auftragsarbeiten wie diese anzunehmen. Das schlug sich auch in seinem Malstil und vor allem in den von ihm gewählten Motiven nieder. Der Harlekin auf dem einen Wandgemälde ist als lustloser, trauriger Clown mit nach unten gezogenen Lippen ausgeführt. Es wird vermutet, dass Campendonk noch weit mehr solcher Bilder als Auftragsarbeit auf die Wände wohlhabender Kunstliebhaber seiner Zeit gemalt hat, doch bis heute sind keine weiteren erhaltenen Wandbilder dieser Art von ihm bekannt.
Die 1929 bis 1930 erbaute Pfarrkirche Maria Grün in Hamburg-Blankenese wurde von ihm mit Glasfenstern ausgestattet.
In der Christkönigskirche von Penzberg befinden sich zwei weitere von Campendonk gestaltete Glasfenster. Das „Passionsfenster“ entstand 1937 zur gleichen Zeit, als Campendonks Kunstrichtung von den Nazis als „entartet“ bekämpft wurde, im niederländischen Exil als Beitrag im niederländischen Pavillon auf der Weltausstellung in Paris. Es wurde dort ausgezeichnet mit dem Grand Prix. In Penzberg befindet sich eine neue Fassung in den Dimensionen 55 × 155 cm. Das „Jesaja“-Fenster von 1954 war ursprünglich Teil eines Entwurfes für ein riesiges Nordfenster des Kölner Domes. Dieses Fenster entstand als farbliches Probestück in den Maßen 349 × 106 cm. Campendonk musste letztlich aus gesundheitlichen Gründen auf die Ausführung des gesamten Fensters im Kölner Dom verzichten. Mittlerweile hat dieser Entwurf seinen endgültigen Platz in der 1951 geweihten Kirche gefunden.
Weitere Glasfenster Campendonks befinden sich im Essener Münster, das Michaelsfenster und im Emporengeschoss des Westwerks. Ferner schuf er Fenster für die evangelische Jesus-Christus-Kirche in Köln-Kalk, die katholische Pfarrkirche St. Matthäus in Vochem (Brühl) und St. Paulus in Düsseldorf.
1930 schuf Campendonk den Glasfensterzyklus in der Krypta der Bonner Münsterkirche. In den Niederlanden befinden sich von Campendonk gestaltete Glasfenster in öffentlichen Gebäuden, Banken und Kirchen.
Weitere Werke Campendonks werden im Clemens-Sels-Museum Neuss, im Kaiser-Wilhelm-Museum Krefeld, eine komplette Werkgruppe, darunter die Hinterglasmalerei „Pierrot mit Schlange“, und im Deutschen Glasmalerei-Museum Linnich aufbewahrt. Im Jahr 1955 wurden Werke Heinrich Campendonks auf der documenta 1 in Kassel ausgestellt.
Nachdem im März 2010 der Stadtrat von Penzberg den Ankauf von 89 Werken aus dem Nachlass des Künstlers aus Kostengründen abgelehnt hatte, wurde das Konvolut von der Unternehmerfamilie Mast (Mast-Jägermeister) angekauft und im Juni des gleichen Jahres der Stadt Penzberg als Leihgabe zur Verfügung gestellt. Seit 2016 wird die Sammlung im erweiterten Museum Penzberg gezeigt, dessen Namen mit Sammlung Campendonk ergänzt wurde.
Das Gustav-Lübcke-Museum in Hamm zeigt von Mai bis Ende September 2025 „In aller Freundschaft! Heinrich Campendonk: Ein Blauer Reiter im Deutschen Werkbund“.

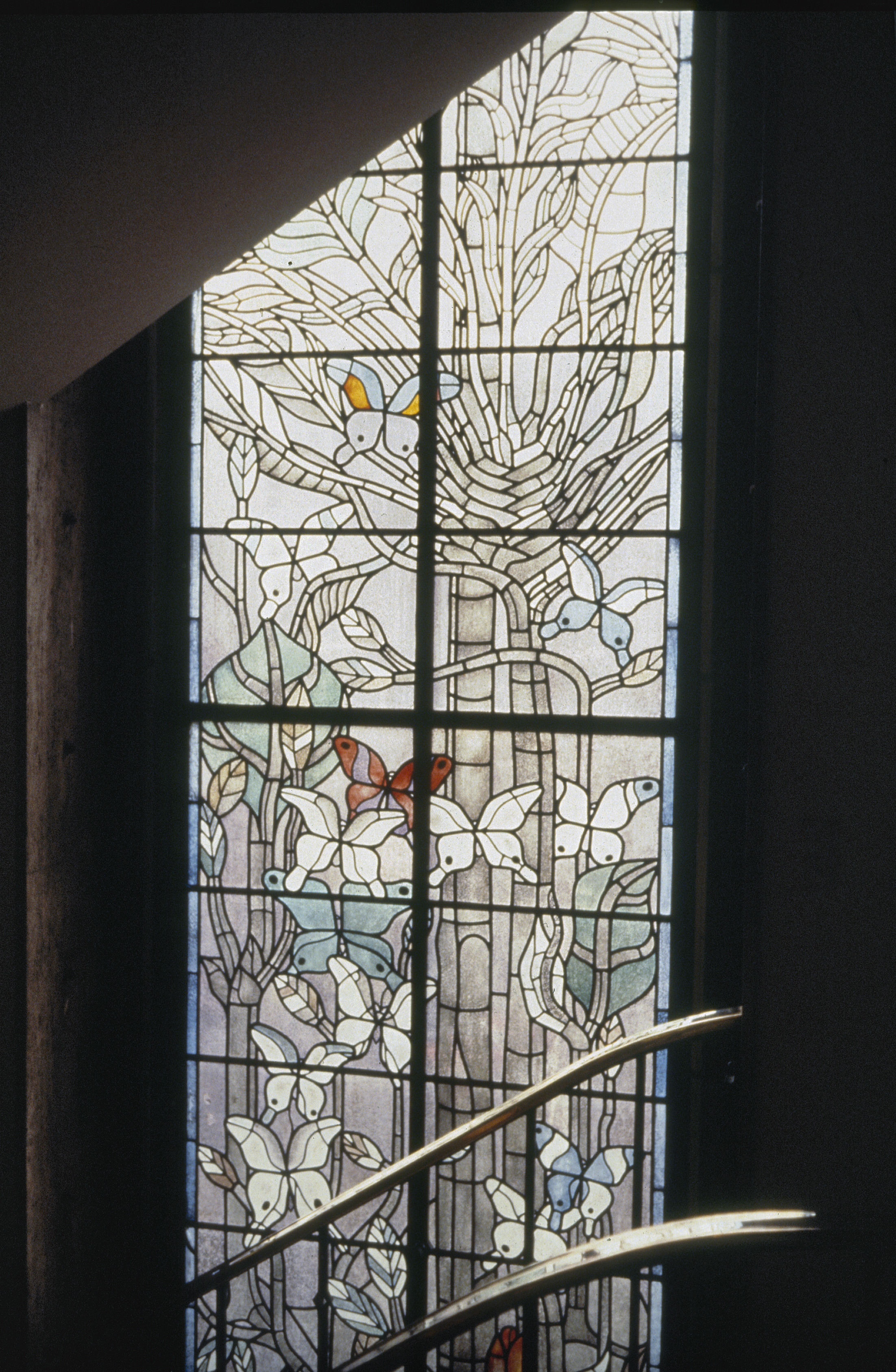
Keizersgracht 369, Amsterdam
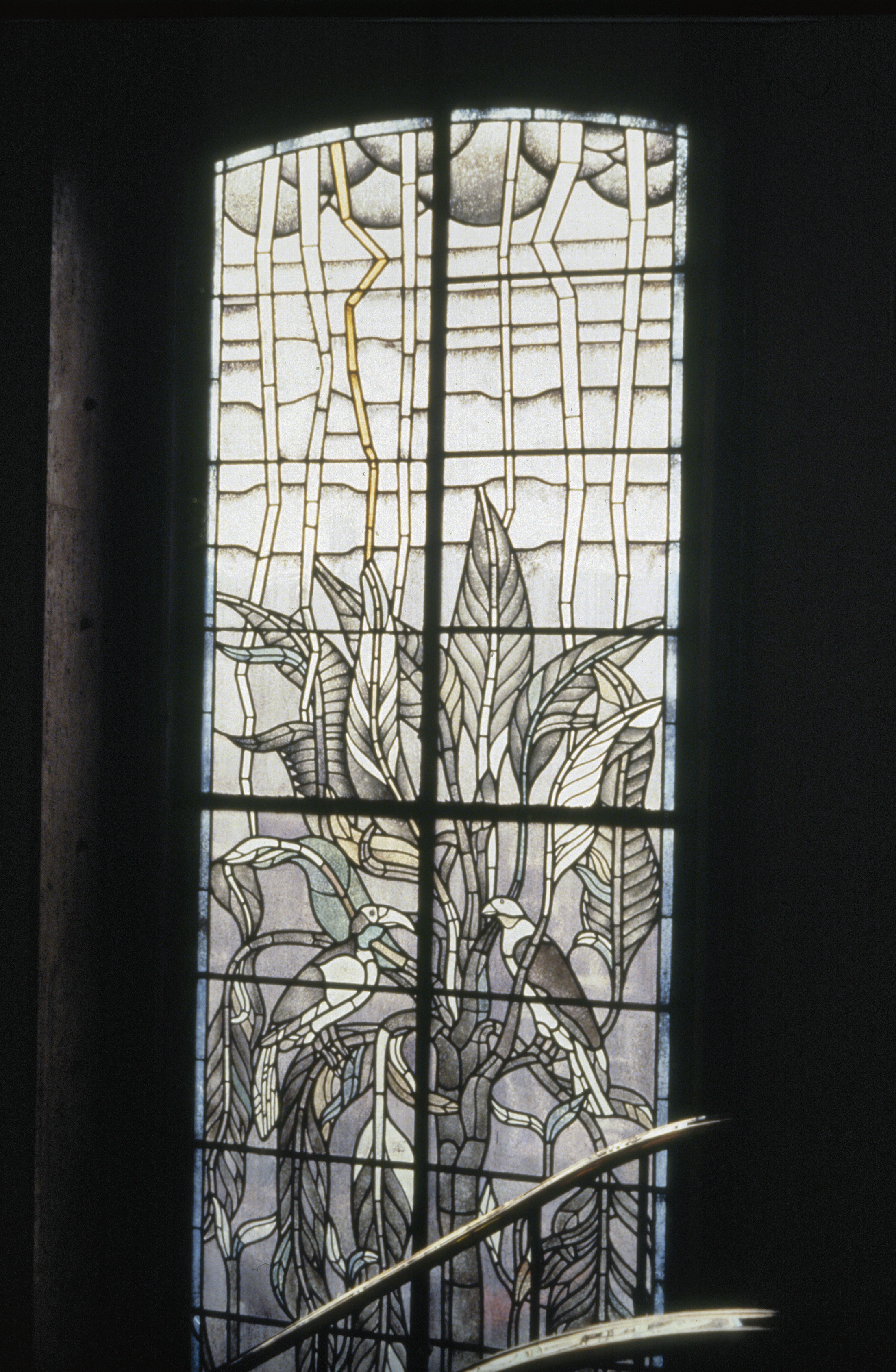
Keizersgracht 369
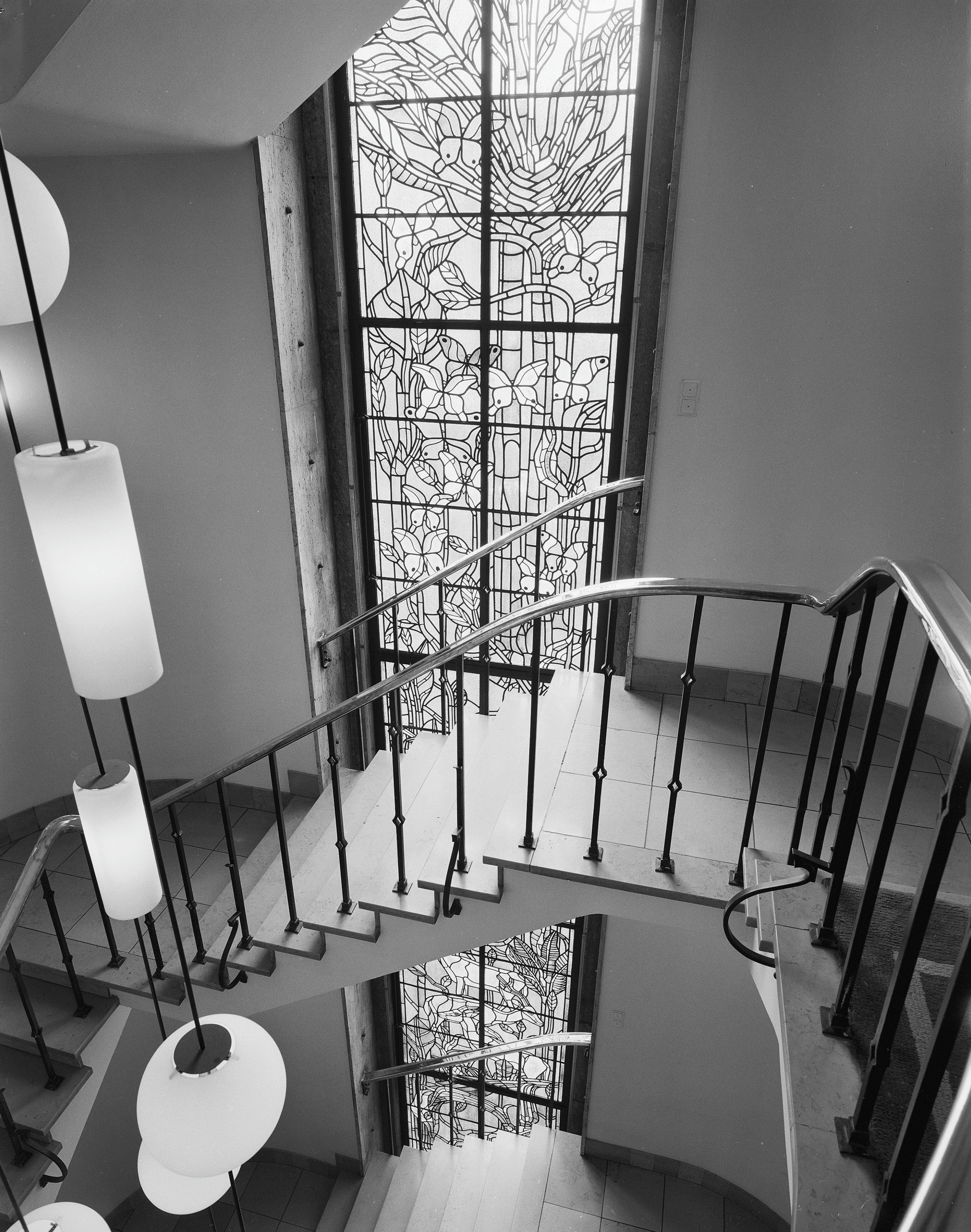
Keizersgracht 369
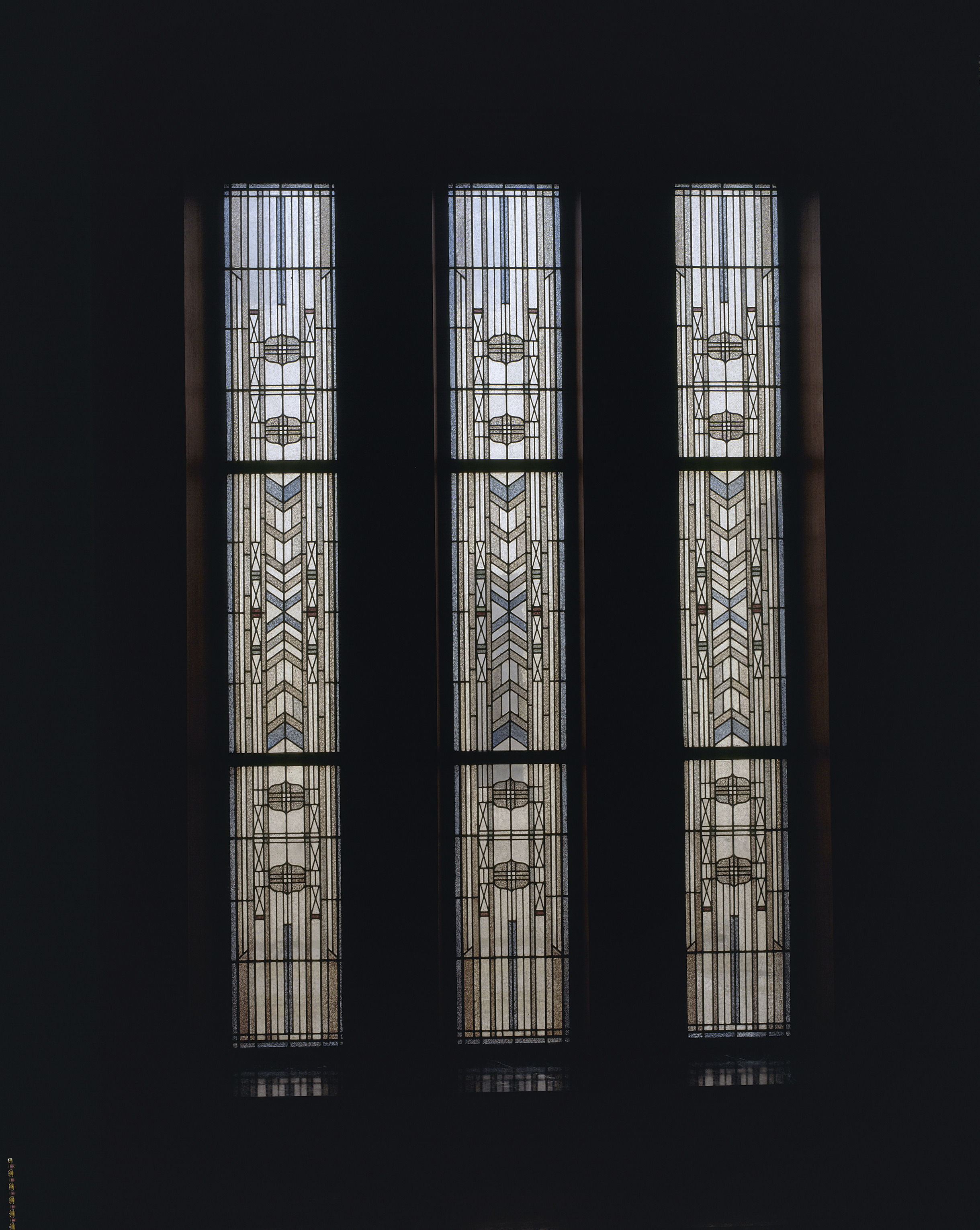
Keizersgracht 662
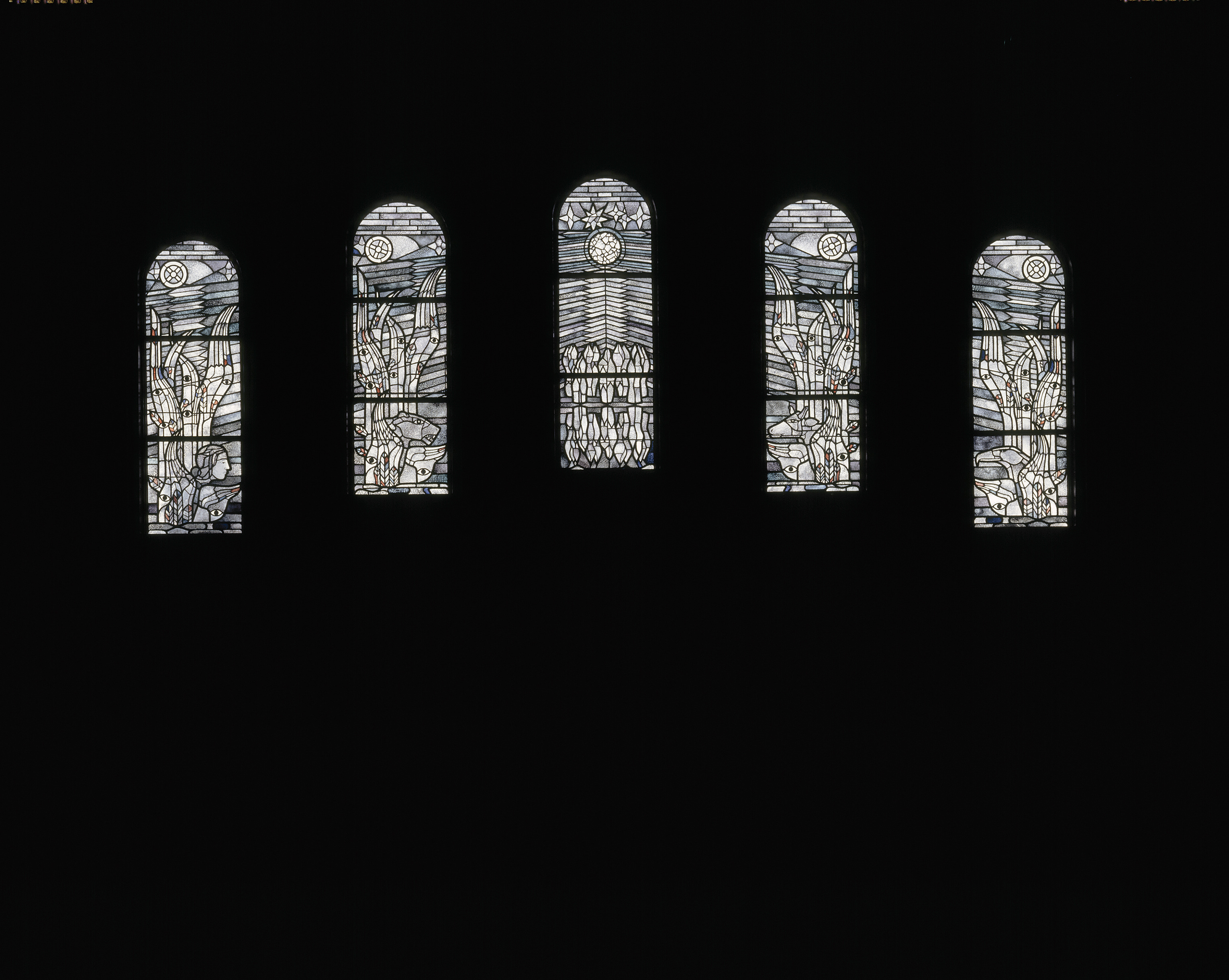
Richard Wagnerstraat 32